# Kurama galbanus
Kurama galbanus är en fjärilsart som beskrevs av Tutt 1891. Kurama galbanus ingår i släktet Kurama och familjen sikelvingar. Inga underarter finns listade i Catalogue of Life.